# Emil Schulz
Emil Schulz (Kaiserslautern, 25 maggio 1938 – Kaiserslautern, 22 marzo 2010) è stato un pugile tedesco.

## Palmarès

### Olimpiadi
- 1 medaglia[1]:
  - 1 argento (Tokyo 1964 nei pesi medi)

### Europei dilettanti
- 1 medaglia[2]:
  - 1 bronzo (Mosca 1963 nei pesi medi)